# Свідомість (психологія)
Свідомість в психології — усвідомлення індивідом своїх думок, почуттів і сприйняття як внутрішньо, так і щодо навколишнього середовища. Це усвідомлення може варіюватися в діапазоні від високої уваги та пильності до глибокого сну, а також включає досвід сновидінь.
Свідомість у психології належить до комплексного стану особистого свідомого досвіду, який охоплює сприйняття, думки, емоції та самосприйняття. Свідомість є одним із найбільш фундаментальних аспектів людського досвіду, але вона залишається однією з найбільш загадкових областей дослідження в психології та нейронауці.
Усвідомленість є ключовим поняттям в психології свідомості, що належить до здатності особистості сприймати, розуміти, реагувати, керувати та взаємодіяти з власним середовищем. Воно описує особистісний досвід, стан буття "свідомим" або "усвідомленим". Кваліа є філософським терміном, який часто використовується в психології та описує індивідуальні, суб'єктивні досвіди свідомості й усвідомленості, наприклад, відчуття червоного кольору, звуків музики, смаку яблука або відчуття радості. Кваліа відображає наш персональний внутрішній досвід, який важко, або навіть неможливо, пояснити іншій особі.

## Дослідження
У психології існують різні методи дослідження усвідомленості та свідомості загалом, включаючи експериментальні тести, нейровізуалізацію і методи само-допиту. 
Це поле постійно розвивається, проте свідомість залишається одним з найбільш таємничих аспектів людського розуму.

### Нейровізуалізаця
У 2023 році дослідники змогли реконструювати у відео суб'єктивний досвід людини (те що людина бачить, тобто, її кваліа) за допомогою штучного інтелекту, навчаного на великій кількості фМРТ зображень.

### Зоопсихологія
Ознаки свідомості були підтверджені в багатьох тварин зокрема у ссавців, птахів, молюсків, та комах.

## Теорії
- Моноїстична Теорія: свідомість є неодмінним аспектом Всесвіту, і безпосередньо взаємопов'язаний з фізичним світом, чи є ним як таким.
- Дуалістична Теорія: свідомість та матерія – це два фундаментально відмінні аспекти реальності.
- Фізична Теорія: свідомість виникає в результаті фізичних процесів в мозку.

### Книги
- Hashim Hashim Talib; Alexiou Athanasios, ред. (2022). The psychology of consciousness: theory and practice. Cham: Springer. ISBN 978-3-030-90691-7. (англ.)
- Психологія свідомості: теорія і практика наукових досліджень – 2019: Тези III міжнародної науково-практичної конференції (21 листопада 2019 року, Київ) / Відп. ред. О. В. Дробот; Національний авіаційний університет, Факультет лінгвістики та соціальних комунікацій. — Київ, 2019. — 207 с.
- Психологія свідомості: теорія і практика наукових досліджень – 2020: Тези III міжнародної науково-практичної конференції (21 листопада 2020 року, Київ) / Відп. ред. О. В. Дробот; Національний авіаційний університет, Факультет лінгвістики та соціальних комунікацій. — Київ, 2019. — 207 с.
- Ornstein Robert E. The psychology of consciousness. — London: Arkana book, 1996. — ISBN 978-0-14-019520-0. (англ.)
- Куєвда В. Міфологічні джерела української етнокультурної моделі: психологічний аспект. Монографія. — Донецьк: Український культурологічний центр, Донецьке відділення НТШ, 2007. — 264 с., 3 табл., 129 іл.

### Журнали
- Psychology of Consciousness: Theory Research, and Practice
- Journal of Consciousness Studies

### Статті
- Коркос Ярослав Олександрович (6 травня 2022). Концептуальний зміст категорії «Свідомість» у зарубіжній психології // Науковий вісник Херсонського державного університету. — Серія «Психологічні науки». — С. 11–17. — ISSN 2663-2764.
- Каліщук С. М. (24 квітня 2018). Свідомість як «граничне поняття» // Збірник наукових праць «Проблеми сучасної психології». — С. 102–115. — ISSN 2663-6956.
- Акімова Наталія (2017). Свідомість: визначення та структура // Психологія особистості. — С. 200–206. — ISSN 2413-7863.